# Briachislav de Pólotsk
Briachislav Iziaslávich (en bielorruso: Брачыслаў Ізяславіч, en ruso: Брячислав Изяславич) (c. 997-1044) fue el príncipe de Pólotsk entre 1001 y 1044. Su nombre, posiblemente, puede haber sido algo aproximado a Vratislav or Wroclaw. Era hijo de Iziaslav de Pólatsk. Durante su reinado Pólotsk estuvo en guerra contra Kiev y Nóvgorod. En 1015 heredó la ciudad de Lutsk luego de la muerte de su abuelo Vladímir I de Kiev.
Briachislav Iziaslávich nació en Pólotsk. Ya sea por la muerte de su padre en 1001 o la de su hermano menor Vseslav en 1003, heredó el Principado de Polatsk, siendo todavía un niño (sus abuelos se casaron cerca de 978). Bajo su reinado, Pólotsk trató de distanciarse de Kiev. Las tensiones se exacerbaron con el hecho de que, bajo la ley eslava oriental, siendo que Iziaslav murió antes que su padre y nunca reinó Kiev, sus descendientes de la Casa de Pólotsk perdieron sus derechos dinásticos al trono de Kiev, siendo clasificados como izgói (marginados). En 1020 Briachislav saqueó Nóvgorod, pero en su regreso se enfrentó al ejército de su tío Yaroslav I el Sabio. Briachislav sufrió una derrota durante la batalla en el río Sudoma y huyó, dejando atrás sus prisioneros y botines de Nóvgorod. Yaroslav lo persiguió y obligó a firmar un acuerdo de paz en 1021, otorgándole solo dos ciudades de Usviat y Vítebsk. A pesar del acuerdo de paz, las hostilidades entre Briachislav y Yaroslav continuaron por años. Eventualmente extendió el territorio de su principado y fundó la ciudad de Braslaw.
El nombre de su esposa o consorte es desconocido, aunque tuvo al menos un hijo, Vseslav de Pólotsk, ancestro de todos los siguientes príncipes de Pólotsk y el único de ellos que gobernó en Kiev.
Briachislav murió en Pólotsk en 1044.

## La Saga de Eymund
La Saga de Eymund (escrito en el siglo XIII) muestra una distinta relación entre Pólotsk y Kiev. Afirma que luego de la victoria sobre Sviatopolk, Yaroslav demandó a Briachislav cederle parte de sus territorios. Este último rehusó y llevó a sus tropas hasta la frontera de su reino. Para librar la guerra Yaroslav manda a Ingegerd quien había sido tomada prisionera por Briachislav y actuaba como mediadora en las negociaciones entre Yaroslav y Briachislav. Las condiciones de las negociaciones mencionadas son las siguientes: Briachislav acepta a Kiev, Yaroslav se queda con Nóvgorod mientras es reconocido como el konung de Garðaríki, mientras Eymund el mercenario, es premiado con Pólotsk. Luego de poco tiempo Briachislav muere y Yaroslav obtiene todos sus territorios. Numerosos historiadores (O. Senkovsky y M. Sverdlov) razonan que Briachislav ganó sus derechos en Kiev y Eymund en Pólotsk ambos asignados por el konung de Garðaríki.
| Predecesor: Iziaslav Vladímirovich | Príncipe de Pólatsk 1001-1044 | Sucesor: Vseslav Briachislávich |

- Datos: Q2498455
- Multimedia: Briacheslav I, Prince of Polotsk / Q2498455